# 趙廷訓

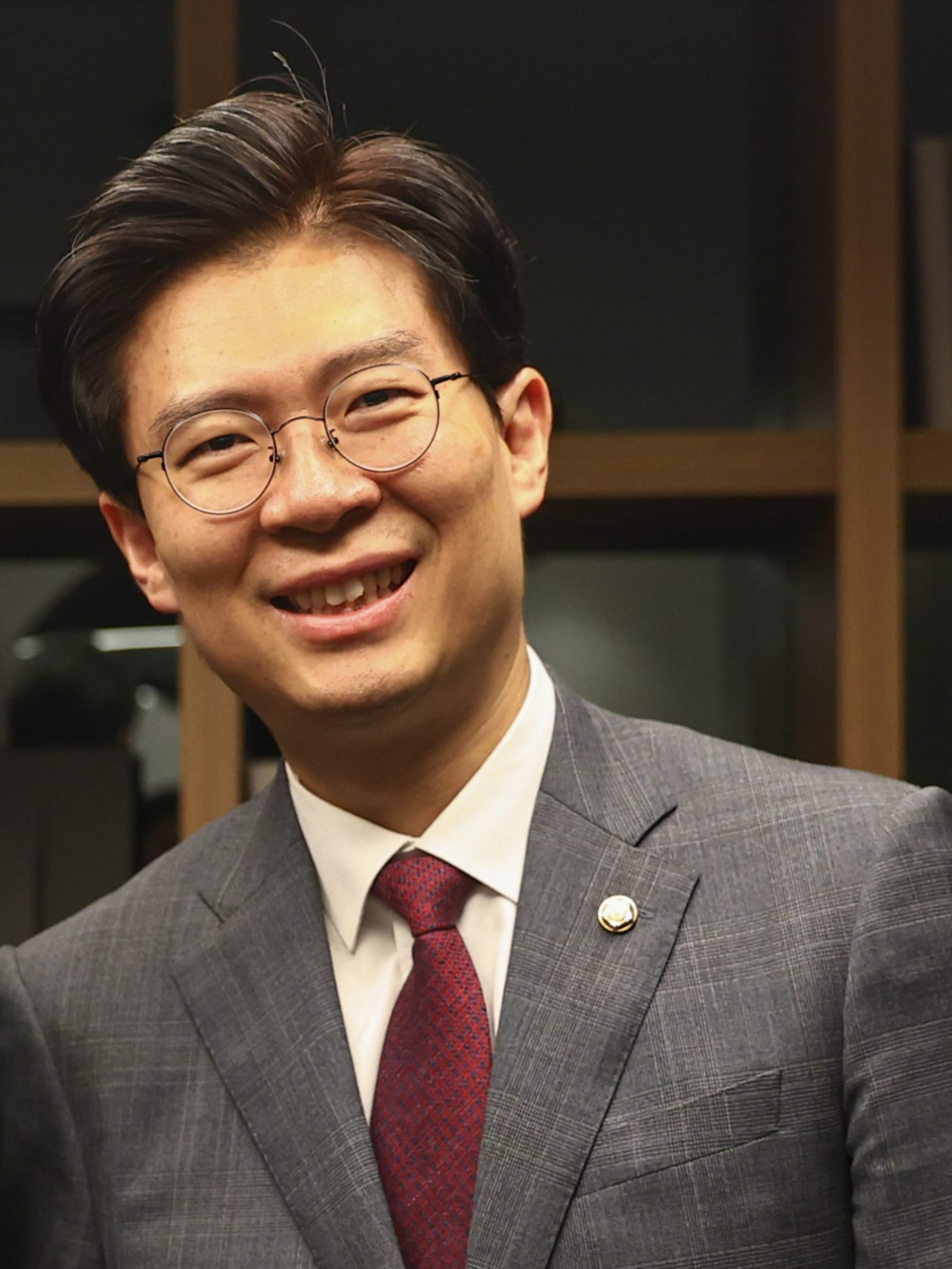
2023年

署名

趙 廷訓（チョ・ジョンフン、朝鮮語: 조정훈、1972年10月7日 - ）は、大韓民国の教授、公認会計士、政治家。第21・22代韓国国会議員。キリスト教徒。

## 経歴
延世大学校、ハーバード大学ケネディ・スクール修了。1996年に公認会計士に合格した。世界銀行東ヨーロッパ地域局ガバナンス選任専門官・パレスチナ事務所次席・ウズベキスタン事務所代表、与時斎副院長、亜洲大学校世界学研究所中央アジアセンター所長・統一研究所所長、北方経済協力委員会民間委員、亜洲大学校国際大学院招聘教授を歴任した。政界入門時は共に民主党に所属しており、2020年の第21代総選挙では共に市民党の比例代表として当選したが、その後小政党の時代転換の党首を経て、国民の力に合流し、2024年の第22代総選挙では麻浦区甲選挙区から出馬し、共に民主党の李知恩候補を僅差で破って当選した。

## エピソード
元プロサッカー選手の任旼赫とは親交があるが、趙が尹錫悦韓国大統領弾劾訴追に参加しなかった以降、任は趙を猛批判した。